# Monte dei Cavalli
Monte dei Cavalli (o montagna dei Cavalli, o ancora monte San Lorenzo) è un rilievo calcareo di 1.007 m s.l.m. della catena montuosa dei Sicani ricadente nel territorio di Prizzi, comune italiano della provincia di Palermo in Sicilia.

## Storia
Sulla sua sommità si trovano i resti di un abitato indigeno fortemente ellenizzato e distrutto dai Romani durante la prima guerra punica, da vari studiosi identificato con il centro di Hippana (o Hipana) menzionato dalle fonti antiche.

## Descrizione

### Oronimo
Il monte deve il nome a una falsa interpretazione del toponimo dell'antica città che verosimilmente ivi sorgeva, Hippana, il cui nome fu a lungo ritenuto connesso col greco ἵππος (hìppos), 'cavallo', donde l'odierno oronimo.

### Geografia
Ricoperto di foreste di conifere mediterranee e di vegetazione rupestre, è delimitato da alte e ripide pareti rocciose a precipizio sull'alto corso del fiume Sosio. Nei pressi del monte affiora la sorgente di Montescuro.